# Giovani e Belli (album)
Giovani e Belli è un album di Paolo Belli, pubblicato nel 2011. Contiene la canzone Faccio festa, sigla del Giro d'Italia 2011.

## Tracce
1. Faccio festa (con i Qbeta) (V. Sessa Vitali, G. Cubeta, Corrado Castellari) - 2:57
2. Un tipo normale (P. Rabito, Paolo Belli) - 2:55
3. Deliziose visioni (sulla riva di un fiume) (con Evy Arnesano) (E. Arnesano) - 2:37
4. Dèjà vu (V. Marzioli, G. Zenga) - 3:04
5. Storie (con il Trio Medusa) (F. Cairo, P. Belli, F. Brocchieri) - 3:29
6. Quando parli in cinese (con Purautopia) (A. Curatolo) - 3:38
7. Una piccola bestia di razza di cane (con Marcosbanda) (M. Panetta) - 3:04
8. Add to My Friends (Francesco Altobelli, F. Falcone) - 2:26
9. La ragazza di Londra (D. Zilli) - 2:53
10. Ritornello stupido (il problema) (con Principe) (M. Cassaro, V. Scopelliti) - 3:20
11. Io come te (E. Casseri, P. Belli) - 2:43
12. ‘ncapu e sudd (con Lello Analfino) (P. Belli, C. Analfino) - 3:38